# Ai Kurosawa
Pour les articles homonymes, voir Kurosawa (homonymie).
Ai Kurosawa (黒沢 愛, Kurosawa Ai) est un mannequin de charme, une stripteaseuse et une actrice du film pornographique extrêmement connue pour avoir remporté de nombreux prix. Elle a débuté dans divers programmes de distraction avant de se diriger vers la vidéo réservée aux adultes en 2001 prêtant son concours à des douzaines de films pornographiques avant de se retirer en 2006.

## Biographie
Ai Kurosawa est née le 24 décembre 1982 dans la préfecture de Shiga, au Japon.
Pendant toute la durée de ses études secondaires, elle pratique du volley-ball. Adulte, son passe temps favori consiste à collectionner les objets et personnages d'Hello Kitty mis sur le marché par la compagnie Sanrio.
Kurosawa n'était pas une fille sexuellement précoce : « I was really into volleyball when I was in junior high, so I didn't have time for boys. »,.
Sa première expérience sexuelle survient au cours de sa première année d'études secondaires mais elle affirme que le plaisir est venu beaucoup plus tard. « When I was seventeen, I went out with my first guy who was good at sex. He made me think 'this is real sex'. »,.
Kurosawa abandonne les études secondaires et part travailler dans l'industrie des services y compris comme serveuse dans les cafés et les « sushi bar ». Lorsqu'elle est recrutée pour tourner une vidéo réservée aux adultes, elle n'est pas a priori opposée à cette idée. Se rappelant les vidéos qu'elle a vues dans la collection de son père, elle explique : « I thought some of the girls were so pretty, and I wanted to have pictures of myself taken like that. »,.

## Carrière

### Les débuts
Ai Kurosawa fait ses premiers pas avec la production d'Alice Japan parue le 27 avril 2001 sous le titre Scenery of Love versus Love Scene,. Elle y tient le rôle d'une collégienne qui déménage à Tokyo pour vivre auprès de l'homme qu'elle aime. Lorsqu'elle apprend qu'il a déjà une maîtresse, elle fait tout pour le séduire,. À l'occasion de la diffusion de cette vidéo auprès du public, Kurosawa est décrite comme « une jolie et innocente écervelée qui brille comme un diamant. ».
De cette première expérience dans le monde de la pornographie, Kurosawa retient: « I was really nervous. But it was different than I had imagined... I thought it would be more hard core. »,.
Sa seconde vidéo, Let's Make Love, parue le mois suivant abandonne le mode narratif des scènes de sexe. Baignoire, peignoir de bains et yeux bandés sont le centre d'intérêt de ce film par ailleurs pornographique.
La troisième vidéo de Kurosawa, Balloon Breasts, paraît au mois de juin. « Sa magnifique poitrine aux bonnets G » est mise en valeur tout au long de cette production. Ses seins sont présentés dans différents vêtements, massés et montrés au cours d'une séquence filmée de cravate de notaire. Ce film ainsi que sa seconde vidéo sont présentés sur un seul DVD intitulé Let's Make Love, paru en novembre 2001.
La cinquième vidéo de Kurasawa, Dynamite Tits, parue au mois d'octobre 2001 est une production de la firme Cosmo Plan. C'est son premier tournage avec une autre compagnie qu'Alice Japan.
En juin 2001, au cours d'une interview donnée peu après son apparition dans Dynamite Tits, le journaliste lui ayant demandé ce qu'elle pensait de son métier à ce jour, elle déclare : « c'est très drôle... Le fait d'avoir des rapports pour une vidéo est essentiellement différent que de le faire en privé. Après tout, vous ne copulez habituellement pas pendant que des gens vous regardent. »
Costume-Play Doll: Sex Doll In School Uniform, produit par Alice Japan est diffusé au mois d'août 2001. Kurosawa campe le personnage d'une espionne. Ce sujet permet de varier les costumes la présentant successivement en cheerleader, en un animal en peluche et en vêtements cosplay très prisés au Japon.
Kurosawa fait équipe avec l'actrice Shinohara Makoto en janvier 2002 pour la réalisation d'une vidéo dans laquelle elle porte également en vêtements cosplay Costume Play Maniana 2. Il s'agit encore d'une production Alice Japan parue en janvier 2002. Dans cette vidéo, elle arbore, en autres habits, une tenue militaire et des vêtements Chinois.
Black Love, production de la société VIP, également réalisée en janvier 2002, a pour thème une série de crimes mystérieux perpétrés dans un petit village,.
Avec Ai Kurosawa [Animation Costume Play] paru le (22 mars 2002, l'actrice) rejoint une nouvelle fois le cosplay dans un spectacle inspiré par les films d'animes. Cette production signée VIP montre Kurosawa ayant des rapports sexuels en différents vêtements empruntés aux à ce genre.
Au mois de septembre 2003, Kurosawa tourne en équipe avec la plus illustre actrice japonaise de films pornographiques, Kyōko Aizome, également réalisatrice du film, dans une production d'Alice Japan : Lesbian Politicians.

### Vidéos à caractère documentaire
Les similitudes existant entre un grand nombre de vidéos pour adultes et les films à caractère documentaire ont souvent été relevées par les critiques. La vidéo suivante de Kurosawa est tournée dans ce style. La production d'Alice Japan Bubbly Heaven, parue en mars 2002, est une vidéo pour adultes basée sur du soapland, sous catégorie de ces vidéos pour adultes d'inspiration documentaire. Kurosawa offre un service à caractère sexuel à un acteur ainsi qu'à une péripatéticienne.
Comme le souligne Nicholas Bornoff: « Parfois le documentaire est édulcoré, comme on peut s'y attendre lorsqu'il s'agit de termes sadiques, afin de maintenir une certaine décence. ». Les vidéos de Kurosawa d'un genre documentaire mais comportant de telles scènes simulées incluent Ai Kurosawa's Sex Training de la firme VIP, diffusée en avril 2003, dans laquelle l'artiste est torturée et obligée d'obéir à toutes les injonctions du réalisateur. Une autre vidéo traitée d'une manière identique s'intitule Ai Kurosawa's Hypnotic Fuck produit par Cosmo Plan. Ai Kurosawa y est hypnotisée et « révèle ses désirs sexuels les plus secrets ».

### Atlas21
Au mois de février 2003, après avoir travaillé pour différentes compagnies - mais principalement pour Alice Japan -, Kurosawa enregistre sa première vidéo, Sexy Pearl, pour le compte de la société Atlas21. Dès le mois de mars 2003, l'actrice intègre le thème populaire du cosplay avec COS-PARA produit par la firme. Les vêtements que porte Kurosawa dans cette vidéo sont ceux d'une serveuse et d'une infirmière.

Atlas21 publie ces deux vidéos sur un seul DVD intitulé Ai Kurosawa FREAK en mai 2003.
Courant 2003, Kurosawa est présente aux côtés de plusieurs autres artistes au sein une publication d'Atlas21. Au mois d'Août 2003 paraît Women On Top dont le sujet est explicité par le titre. La vidéo met en scène treize actrices différentes du film pornographique.
Erotic Breasts Girls, paru en novembre 2003, est interprété à son tour par sept actrices connues dans le monde de l'industrie pornographique pour avoir une belle poitrine.
Une anthologie produite per la firme TMA retrouve Kurosawa accompagnée de plusieurs actrices du porno dont Anna Ohura et Kyôko Ayana.

### Le point final
Kurosawa abandonne l'industrie du film pornographique au mois de janvier 2006 pour se consacrer au métier de stripteaseuse.

## Récompenses
Avec sa « plastique parfaite modelée par plusieurs années de volley-ball et sa poitrine aux bonnets G », Kurosawa est devenue très populaire et s'est hissée dans le peloton de tête des actrices du genre au début de l'année 2000.
Elle est consacrée « Actrice Exceptionnelle » lors de la soirée organisée par la société de production Soft-on-Demand le 26 novembre 2003.
Elle s'est vu remettre le prix de « Meilleure Actrice de la vidéo pornographique » au cours de la deuxième cérémonie de remise des prix patronnée par Takeshi Kitano concernant les meilleurs programmes de distraction.

## Filmographie (partielle)
| Titre du film                                                                       | Producteur  | Réalisateur        | Parution                               |
| ----------------------------------------------------------------------------------- | ----------- | ------------------ | -------------------------------------- |
| Scenery of Love / Love Scene 恋の風景 / ラブシーン                                  | Alice Japan | Kunihiro Hasegawa  | VHS: 27 avril 2001 DVD: 24 août 2001   |
| Let's Make Love えっちしようよ                                                      | Alice Japan | Kyuhei Tsubakihara | VHS: 25 mai 2001 DVD: 22 novembre 2001 |
| Balloon Breasts むにゅむにゅばる～ん                                                | Alice Japan | Yuji Sakamoto      | 26 juin 2001                           |
| Sex Doll In School Uniform 制服人形                                                 | Alice Japan | Tadanori Usami     | 24 août 2001                           |
| Dynamite Tits 爆乳ダイナマイト                                                      | Cosmos Plan | Takehiro Yasuda    | 7 octobre 2001                         |
| Chi Chi-Mix                                                                         | Cosmos Plan |                    | 24 novembre 2001                       |
| コスプレでいこう！ Cosplay de Ikou!                                                 | Vip         |                    | 14 décembre 2001                       |
| Costume Play Maniana 2 コスプレマニアーナ 2                                         | Alice Japan |                    | 15 janvier 2002                        |
| Black Love 黒愛                                                                     | VIP         |                    | 31 janvier 2002 22 février 2002        |
| Costume Play Servant                                                                | Venus       |                    | 14 février 2002                        |
| Bubbly Heaven 逆ソープ天国                                                          | Alice Japan | Shigeo Katsuyama   | 22 mars 2002                           |
| Ai Kurosawa [Animation Costume Play] 黒沢愛 [アニメコスプレ]                        | VIP         |                    | 22 mars 2002                           |
| Bubbly Heaven 逆ソープ天国                                                          | Alice Japan |                    | 19 avril 2002                          |
| Obscene Model 猥褻モデル                                                            | Alice Japan | Kyuhei Tsubakibara | 21 juin 2002                           |
| COSMOS DX 120 MINUTE SPECIAL 10 宇宙企画DX120分スペシャル 10                        | Cosmos Plan |                    | 29 juin 2002                           |
| Cosmos2002 DX 宇宙企画2002 DX                                                       | Cosmos Plan | Sekicchi           | 30 juin 2002                           |
| Erotic Wedding ウェディングエロス                                                   | Alice Japan | Yuji Sakamoto      | 30 août 2002                           |
| M.V.P. Vol.3                                                                        | VIP         | Chian Kurisu       | 30 août 2002                           |
| The Private Teacher                                                                 | Grace       |                    | 21 septembre 2002                      |
| South Pole 2 Ai Kurosawa 南極2号 黒沢愛                                             | KUKI        | DAICHI             | 20 décembre 2002                       |
| Big Breasts 240 Minutes 巨乳240分                                                   | Cosmos Plan |                    | 20 décembre 2002                       |
| STARS!! Ai Kurosawa STARS！！ 黒沢愛                                                | KUKI        |                    | 20 décembre 2002                       |
| New Tank Angels 12 乳TANKの天使たち 12                                              | KUKI        | JUNGO              | 21 janvier 2003                        |
| VIP GOLD DISC                                                                       | VIP         |                    | 21 février 2003                        |
| Sexy Pearl 淫珠夫人                                                                 | Atlas21     | Juzo Kamonohashi   | 24 février 2003                        |
| COS-PARA                                                                            | Atlas21     | Juzo Kamonohashi   | 24 mars 2003                           |
| Sacrifice 生贄                                                                      | VIP         | Juzo Kamonohashi   | 18 avril 2003                          |
| Ai Kurosawa's Sex Training 黒沢愛を調教します!!                                     | VIP         |                    | 25 avril 2003                          |
| Ai Kurosawa FREAK 黒沢愛 FREAK                                                      | Atlas21     |                    | 16 mai 2003                            |
| Rare Clips 蔵出し                                                                   | VIP         |                    | 20 juin 2003                           |
| Ai Kurosawa's Hypnotic Fuck 黒沢愛の催眠FUCK                                        | Cosmos Plan |                    | 20 juin 2003                           |
| Women On Top 騎ってイッた女たち                                                     | Atlas21     | Tsukasa Hashimoto  | 19 août 2003                           |
| Bubbly Heaven Special Charter 7 逆ソープ天国貸切スペシャル 7                        | Alice Japan | Usagi Kanda        | 12 septembre 2003                      |
| Lesbian Politicians 政界レズビアン 女戒                                             | Alice Japan | Kyōko Aizome       | 19 septembre 2003                      |
| Erotic Breasts Girls エロ乳ガールズ                                                 | Atlas21     | Tsukasa Hashimoto  | 16 novembre 2003                       |
| TMA The Big and Extreme Breasts Premium II TMA巨乳極乳プレミアム II                 | TMA         |                    | 12 décembre 2003                       |
| TMA EXTREME QUEEN TMA超絶Queen極6時間                                               | TMA         |                    | 16 juillet 2004                        |
| The Perfect AV! Costume Play Idol 4 Hours ザ・パーフェクトAV！コスプレアイドル4時間 | VIP         |                    | 13 août 2004                           |
| Action! Huge Tits Girls 4 Hours!! 2 悶絶！爆乳娘4時間！！2                          | Alice Japan |                    | 15 juillet 2005                        |
| Love the Big Tits RIBON 4 Hours BEST 好きです巨乳 RIBON 4時間BEST                   | VIP         |                    | 12 août 2005                           |
| Hyper Magic Mirror Box Car 2005                                                     | Deeps       |                    | 20 octobre 2005                        |
| Female Teacher - Nakadashi 20 Times                                                 | IEnergy     |                    | 21 décembre 2005                       |

## Sources
- (en) « Ai Kurosawa », www.actionjav.com (consulté le 23 avril 2007);
- « Ai Kurosawa » (présentation), sur l'Internet Movie Database;
- (ja) « 黒沢愛 (Kurosawa Ai) », JMDB (consulté le 23 avril 2007);
- (ja) « 黒沢愛 - Kurosawa Ai (Profile) », 'Web I-dic' (consulté le 23 avril 2007);
- (en) « Kurosawa(Ai Kurosawa) », AV Idol Directory (consulté le 1er février 2011);
- (en) « Kurosawa Ai: Best Video Interview », www.jmate.com (consulté le 23 avril 2007).